# Oláh Ferenc (nyelvész)
Oláh Ferenc (Kémer, 1939. december 3. – Budapest, 2014. július 2.[forrás?]) erdélyi magyar nyelvész.

## Életútja
A kolozsvári Babeș-Bolyai Egyetemen szerzett magyar nyelv- és irodalom szakos tanári oklevelet (1960); ugyanott doktorált (1981). Középiskolai tanári pályáját a sarmasági általános iskolában kezdte (1963-65), majd a Crișana tartományi (1965-68), illetve Nagyvárad városi Néptanács művelődési bizottságánál (1968-70) szakirányító. 1970-80 és 1987-90 között a szentjánosi (közben a borsi) általános iskola igazgatója; 1991-től a nagyváradi Ady Endre Líceum magyar nyelv- és irodalom tanára; közben 1994-97 között a nagyváradi református Lorántffy Zsuzsanna Gimnázium igazgatója.

## Munkássága
Nyelvművelő, ismeretterjesztő írásai a nagyváradi Fáklyában, majd 1989 után a Bihari Napló Nyelvi álarc című sorozatában jelentek meg, nyelvészeti szaktanulmányait a Magyar Nyelvőr (Lélektani-jelentéstani mozzanat és alaktani megszerkesztettség a szóösszetételben. 1978) és a Nyelv- és Irodalomtudományi Közlemények(A szóképzés szerepe az új szókincselemek keletkezésében. 1979) közölte.